# Tåsen (станция метро)
Tåsen — станция метрополитена Осло. В окрестностях станции, в основном, жилая застройка — жилые массивы  Tåsen, Korsvoll и Nordberg; неподалёку от станции расположен небольшой торговый центр «Tåsen senter».
Первоначально находилась на 150 м южнее своего нынешнего положения, в которое она была перенесена в 1990-х годах при перепрофилировании трамвайных путей для возможности приёма составов метрополитена.
На небольшом отдалении от станции находится круговой перекрёсток Tåsenkrysset, почти сразу после которого линия проходит по мосту над кольцевой автомобильной дорогой Осло (так называемым «Кольцом 3»).
Около станции располагается остановка нескольких местных автобусных маршрутов, а между станцией и аэропортом Гардермуэн курсируют автобусы Flybussekspressen — дочерней компании крупнейшего оператора автобусов дальнего следования NOR-WAY Bussekspress.
Как и многие станции этой линии, станция имеет 2 береговых бетонных платформы, на которых установлены один или два деревянных навеса, а по задней стороне платформы — стальные мачты освещения.
Расстояние между данной станцией и станцией «Stortinget» составляет 6,8 км, а время проезда — 13 минут.

## История
Станция была открыта 10 октября 1934 года в качестве остановки на трамвайной линии от  «Majorstuen» (в центре города) до «Sognsvann» на севере. Часть линии между станциями «Majorstuen» и «Korsvoll» (ныне «Østhorn») изначально была двухпутной, а от станции «Korsvoll» до «Sognsvann» — однопутной. 21 февраля 1939 года этот участок был улучшен до двухпутного, а станция «Korsvoll» переименована в «Østhorn».
В 1990-х годах все станции линии 6 были перестроены: их платформы были увеличены как в длину (для возможности приёма четырёхвагонных составов вместо ранее использовавшихся двухвагонных), так и в высоту, а между колеями путей был проложен контактный рельс. Пути станций, изначально предназначенные для легкорельсового транспорта, были перепрофилированы для возможности принятия поездов метрополитена.
В 1992 году перед станцией произошло принесшее человеческие жертвы столкновение состава метрополитена с одной из сельскохозяйственных машин.